# گمینا رادومسکو
گمینا رادومسکو (به لهستانی:  Gmina Radomsko) یک گمینا در لهستان است که در شهرستان رادومسکو واقع شده‌است. گمینا رادومسکو ۸۵٫۳۴ کیلومتر مربع مساحت و ۵٬۶۵۳ نفر جمعیت دارد.